# Lophotis gindiana
Sisão-etíope ou abetarda-de-poupa-etíope ou sisão-de-crista-parda (Lophotis gindiana) é uma espécie de ave da família Otididae.
Pode ser encontrada nos seguintes países: Djibouti, Etiópia, Quénia, Somália, Sudão, Tanzânia e Uganda.